# Southwell, Dorset
Southwell är en by i Dorset i England. Byn är belägen 20 km 
från Dorchester. Orten har 1 671 invånare (2016).